# Slaget vid Marengo
Slaget vid Marengo utspelades i Spinetta Marengo, Piemonte, nordvästra Italien, 14 juni 1800 under franska revolutionskrigen. Det slutade med en fransk seger och att österrikarna var tvungna att lämna större delen av Italien.

## Slaget
Franska styrkor ledda av Napoleon I (nyunämnd förste konsul i Brumairekuppen) attackerades av österrikarna under general Michael von Melas. Fransmännen blev överrumplade och retirerade. När tidigare avdelade trupper ledda av den franske generalen Louis Desaix återkom (efter att Napoleon skickat brådskande bud) vände striden till fransmännens favör. Efter artilleribombardemang med ett följande motanfall av Desaix trycktes österrikarnas högra flank tillbaka och nedgjordes av Kellermans kavalleri. Österrikarna drog sig tillbaka till Alessandria med en halverad styrka. De franska förlusterna var betydligt mindre men bland de döda fanns Desaix.